# Chrissie-See
Der Chrissie-See (afrikaans Chrissiesmeer, englisch Lake Chrissie) ist ein flacher See in der südafrikanischen Provinz Mpumalanga.

## Beschreibung
Mit neun Kilometern Länge und drei Kilometern Breite ist der See das größte natürliche süßwasserhaltige Gewässer im Land. Die Uferlinie ist 25 Kilometer lang; Oberfläche und Tiefe (maximal sechs Meter) variieren saisonbedingt. Der See liegt 1674 Meter über dem Meeresspiegel.
Seinen Namen hat der See von einem Siedler, der sich in den 1860er Jahren dort niederließ. Dieser benannte den See nach Christina, der Tochter von Marthinus Wessel Pretorius, dem damaligen Präsidenten der Republik Südafrika. Das Gebiet um den See wurde von den Swasi Kachibibi (für „Großer See“) und von den Buren Matotoland genannt.
Heute ist der Chrissie-See für seine Vogelwelt und die Blessbockherden in den Uferregionen bekannt. Die Stadt Chrissiesmeer liegt an der Nordseite des Sees.

## Wasserqualität
Im August 2007 stellte die Umweltorganisation Grass and Wetland Tourism fest, dass der See aufgrund von Fehlern in der Abwasser-Infrastruktur der Gemeindeverwaltung der Msukaligwa Municipality einen sehr hohen Gehalt an unterschiedlichsten Bakterien und Parasiten aufweise. Dadurch litt die Wasserqualität des Sees so sehr, dass Grass and Wetland Tourism die Tourismusrouten schloss. Dies tat sie auch, um die Verwaltung, die bis dahin tatenlos den Defiziten der Abwasser-Infrastruktur zugesehen hatte, zum Handeln zu bewegen.